# Folke Haquinius
Folke Haquinius, född 19 januari 1901 i Svedala, Malmöhus län, död 8 februari 1985 i Norrköping, var en svensk militär (överste).

## Biografi
Haquinius blev fänrik vid Södra skånska infanteriregementet (I 25) 1922, löjtnant 1925 och gick på Krigshögskolan 1929–1931. Han var avdelningschef, adjutant och kompanichef vid Arméns underofficerskola 1934–1941. Haquinius befordrades till kapten 1937 och till major vid Arméinspektören 1942. Han blev överstelöjtnant vid Upplands regemente (I 8) 1946 och tjänstgjorde vid arméstabens infanteriavdelning 1948. Haquinius blev överste och chef för Gotlands infanteriregemente 1951 samt var försvarsområdesbefälhavare för Linköpings försvarsområde 1957–1961. Han var försvarsassistent vid Saab AB från 1961.
Folke Haquinius var son till disponent Jöns Håkansson och Anna Barkman. Han gifte sig 1926 med Elsa Linnéa Augusta Vilke (1901–1984), dotter till läroverksadjukt August Vilke och Elisa Ellingsen. De var föräldrar till Ann-Marie (född 1927) och Göran Folkesson Haquinius (född 1932). Dottern var gift med översten av första graden Jean-Carlos Danckwardt. Makarna Haquinius är begravna på Svedala kyrkogård.

## Utmärkelser
- Kommendör av 1. klass av Svärdsorden (KSO1kl)[7]
- Arméns skyttemedalj (SkytteM)[1]
- Frivilliga Automobilkårernas förtjänstmedalj (Friv. Automob:kår. förtj:tS)[1]
- Sveriges landstormsföreningars centralförbunds förtjänstmedalj i silver (LandstSM)[1]
- Ledamot av Kungliga Krigsvetenskapsakademien (Ledamöter av Kungliga Krigsvetenskapsakademien)[7]